# Bruce McDonald
Pour les articles homonymes, voir McDonald.
Bruce McDonald est un réalisateur, producteur, acteur, scénariste et monteur canadien né le 28 mai 1959 à Kingston, en Ontario, au Canada.

## Filmographie

### Comme réalisateur

#### Cinéma
- 1982 : Let Me See...
- 1985 : Knock! Knock!
- 1989 : Roadkill
- 1991 : Highway 61
- 1995 : Dance Me Outside
- 1996 : Hard Core Logo
- 1998 : Elimination Dance
- 2001 : Identité suspecte (Picture Claire)
- 2007 : The Tracey Fragments
- 2008 : Pontypool
- 2015 : Hellions
- 2019 : Dreamland

#### Télévision
- 1985 : Ray Bradbury présente ("« The Ray Bradbury Theater ») (série télévisée)
- 1991 : La Chambre secrète (« The Hidden Room ») (série télévisée)
- 1994 : Liberty Street (série télévisée)
- 1996 : Flash Forward (1996) (série télévisée)
- 1996 : Alice et les Hardy Boys (« Nancy Drew ») (série télévisée)
- 1997 : Lexx (« Lexx ») (série télévisée)
- 1997 : Platinum (téléfilm)
- 1998 : American Whiskey Bar (TV)
- 1998 : Twitch City (série télévisée)
- 2010 : Ma babysitter est un vampire ((My Babysitter's a Vampire) ) (téléfilm)
- 1998 : L'École du bonheur (« Little Men ») (série télévisée)
- 1998 : Scandaleusement vôtre (« Scandalous Me: The Jacqueline Susann Story ») (TV)
- 2001 : Road Songs: A Portrait of Robbie Robertson (TV)
- 2003 : Playmakers (série télévisée)
- 2004 : Le Messager des ténèbres (« The Collector ») (série télévisée)
- 2004 : The Love Crimes of Gillian Guess (TV)
- 2004 : Darcy's Wild Life (série télévisée)
- 2005 : The Tournament (série télévisée)
- 2007 : Alerte tsunamis (en) (Killer Wave) (mini-série télévisée, épisodes 1 et 2)

### Comme producteur
- 1985 : Knock! Knock!
- 1989 : The Mysterious Moon Men of Canada
- 1989 : Roadkill
- 1991 : Highway 61
- 1992 : Blue
- 1995 : Dance Me Outside
- 1999 : Verlorene Flügel
- 1999 : Stuff
- 2000 : Vinyl

### Comme acteur
- 1989 : Roadkill : Bruce Shack, the Director
- 1995 : Curtis's Charm : Man in Restaurant
- 1996 : Drawing Flies : Hitchhiker
- 1996 : Hard Core Logo : Documentary Filmmaker
- 1998 : Last Night : Wild Guy #3
- 2001 : Jet Boy : Dennis
- 2003 : The Outlaws of Missouri : Jesse James

### Comme scénariste
- 1985 : Knock! Knock!
- 1991 : Highway 61
- 1995 : Dance Me Outside
- 1998 : Elimination Dance

### Comme monteur
- 1985 : Knock! Knock!
- 1987 : Family Viewing
- 1989 : The Mysterious Moon Men of Canada
- 1989 : Speaking Parts